# John Spencer (skådespelare)
John Spencer, ursprungligen John Speshock, Jr., född 20 december 1946 i New York i delstaten New York, död 16 december 2005 i Los Angeles i Kalifornien, var en amerikansk skådespelare.
John Spencer är framför allt känd för sin roll som stabschefen Leo McGarry i TV-serien Vita huset (1999–2006) och birollen som FBI-chefen Womack i The Rock, men också som advokaten Tommy Mullaney i TV-serien Lagens änglar (1990–1994).
Han växte upp i Totowa i New Jersey.
Spencer var gift men var barnlös.

## Filmografi i urval
- 1983 – WarGames
- 1985 – Mannen utan fruktan
- 1986 – Miami Vice (TV-serie) (1 avsnitt)
- 1987 – Gömstället
- 1989 – Black Rain
- 1989 – Far from Home
- 1989 – Sea of Love
- 1990 – Gifta på låtsas
- 1990 – I lagens namn (TV-serie) (1 avsnitt)
- 1990–1994 – Lagens änglar (TV-serie) (83 avsnitt)
- 1990 – Misstänkt för mord
- 1994 – Duckman (TV-serie) (röstroll, 1 avsnitt)
- 1995 – Cafe Society
- 1995 – Glöm Paris
- 1996 – Albino Alligator
- 1996 – The Rock
- 1997 – Cop Land
- 1997 – Lois & Clark (TV-serie) (1 avsnitt)
- 1998 – Förhandlaren
- 1998 – Twilight
- 1999 – Ravenous
- 1999–2006 – Vita huset (TV-serie) (155 avsnitt)